# Popkorni
Popkorni è il quinto album del duo finlandese JVG, pubblicato il 28 agosto 2017 attraverso la PME Records.

## Tracce
1. Älä jätä roikkuu – 3:53
2. Matti & Teppo – 2:31
3. Hombre (feat. Vesala) – 3:21
4. Pitkät päällä – 3:05
5. Lähen menee (feat. Reino Nordin) – 3:14
6. Tappiolla tappiin (feat. Märkä-Simo) – 3:21
7. En sun kaa (feat. Bizi) – 3:45
8. Kruunu tikittää (feat. TIPPA®) – 3:20
9. Annan sulle kaiken – 3:07
10. Nihee (feat. IBE e Deezydavid) – 4:22
11. Se ei oo niin (feat. Pete Parkkonen) – 3:48